# Новокрасное (Раздельнянский район)
Новокрасное (укр. Новокрасне) — село, относится к Раздельнянскому району Одесской области Украины.
Население по переписи 2001 года составляло 457 человек. Почтовый индекс — 67430. Телефонный код — 4853. Занимает площадь 0,805 км². Код КОАТУУ — 5123985403.

## Местный совет
67430, Одесская обл., Раздельнянский р-н, с. Степановка